# 白帶波眼蝶
白帶波眼蝶（学名：Ypthima akragas），又名臺灣小波紋蛇目蝶、高山波紋蛇目蝶、斐矍眼蝶、臺灣小波眼蝶、台灣小波紋蛇目蝶、台灣小波眼蝶，为蛺蝶科矍眼蝶屬下的一个种。

## 描述
中型眼蝶，具雌雄二型性。雄蝶前足退化，雌蝶正常。體背褐色，腹面灰白或淺褐色；雌蝶翅色較淡，眼紋較明顯，無性標。
頭部黑褐夾灰白，下唇鬚密毛，呈黑褐混赭黃。觸角黑褐帶灰白紋，末端裸露。口器褐色，胸背褐色，腹面灰白，足褐色。緣毛白色或淺褐。
前翅長21-25 mm，外型近三角形，前緣略凸，翅頂鈍，R脈基部膨大為紡錘狀；後翅圓或扇形。翅背面暗褐色，亞外緣有暗弧線。前翅背面通常僅近翅頂有一眼紋，模糊；腹面眼紋鮮明，一枚。後翅背面CuA1室有一眼紋，腹面Rs、CuA1、CuA2室各有一眼紋，其中Rs室最大，並有白帶橫貫。後翅中央具白色帶紋，形似鈑手。前翅腹面另有兩道深色帶紋，呈V字形。雄蝶前翅背面具深色性標。

## 分佈
分布於華西、臺灣。台灣分布於本島中至較高海拔山區。

## 棲地
成蝶活動於開闊山坡及林緣，一年至少兩世代，飛行緩慢且會訪花。幼蟲以禾本科植物如川上短柄草、求米草屬等為食。